# Mistrzostwa Nordyckie w Zapasach 2000
Mistrzostwa odbyły się 27 maja 2000 roku w szwedzkim mieście Malmö.

## Tabela medalowa
Gospodarz zawodów został zaznaczony kolorem.
| Poz. | Państwo   |   |   |   | Łącznie |
| ---- | --------- | - | - | - | ------- |
| 1    | Szwecja   | 4 | 1 | 3 | 8       |
| 2    | Finlandia | 2 | 2 | 3 | 7       |
| 3    | Dania     | 2 | 1 | 0 | 3       |
| 4    | Estonia   | 0 | 3 | 1 | 4       |
| 5    | Norwegia  | 0 | 1 | 0 | 1       |
|      | Łącznie   | 8 | 8 | 7 | 23      |

## Wyniki

### Styl klasyczny
| Konkurencja        | Złoto            | Srebro             | Brąz          |
| Kategoria do 54 kg | Antti Näivä      | Anders Nyblom      | ----          |
| Kategoria do 58 kg | Håkan Nyblom     | Antti Kinnunen     | Jaanek Lips   |
| Kategoria do 63 kg | Marko Isokoski   | Pasi Huhtala       | Urban Holm    |
| Kategoria do 69 kg | Kenneth Hansen   | Olari Suislep      | Juha Hiltunen |
| Kategoria do 76 kg | Mattias Schoberg | Mohammad Babulfath | Tuomo Mäntylä |
| Kategoria do 85 kg | Ara Abrahamian   | Martin Johansen    | Tomi Rajamäki |
| Kategoria do 97 kg | Martin Lidberg   | Toomas Proovel     | Jörgen Olsson |
| Kategoria 130 kg   | Eddy Bengtsson   | Vello Pärnpuu      | Nicklas Eng   |